# Resolutie 1611 Veiligheidsraad Verenigde Naties
Resolutie 1611 van de Veiligheidsraad van de Verenigde Naties werd op 7 juli 2005 unaniem door de VN-Veiligheidsraad aangenomen en veroordeelde de terreuraanslagen in Londen eerder die dag.

## Achtergrond
In de ochtend van 7 juli 2005 werden in Londen vier bomaanslagen gepleegd. Eerst drie in de Londense metro en een half uur nadien één op een lijnbus. Daarbij vielen 56 doden en zo'n 700 gewonden. De aanslagen werden opgeëist door Al Qaida, dat verklaarde dat ze een vergelding waren voor de Britse deelname aan de Irakoorlog.

## Inhoud
De Veiligheidsraad:
- Bevestigt de doelstellingen en principes van het Handvest van de Verenigde Naties en relevante resoluties, en in het bijzonder de resoluties 1373 en 1566.
- Bevestigt dat terrorisme met alle mogelijke middelen moet worden bestreden.

1. Veroordeelt de terreuraanvallen in Londen op 7 juli 2005.
2. Condoleert de slachtoffers, hun families en de overheid en bevolking van het Verenigd Koninkrijk.
3. Dringt er bij alle landen op aan samen te werken om de daders voor de rechter te brengen.
4. Is vastberaden terrorisme te bestrijden.

## Verwante resoluties
- Resolutie 1535 Veiligheidsraad Verenigde Naties (2004)
- Resolutie 1566 Veiligheidsraad Verenigde Naties (2004)
- Resolutie 1617 Veiligheidsraad Verenigde Naties
- Resolutie 1624 Veiligheidsraad Verenigde Naties

Lijst ·  1581 ·  1582 ·  1583 ·  1584 ·  1585 ·  1586 ·  1587 ·  1588 ·  1589 ·  1590 ·  1591 ·  1592 ·  1593 ·  1594 ·  1595 ·  1596 ·  1597 ·  1598 ·  1599 ·  1600 ·  1601 ·  1602 ·  1603 ·  1604 ·  1605 ·  1606 ·  1607 ·  1608 ·  1609 ·  1610 ·  1611 ·  1612 ·  1613 ·  1614 ·  1615 ·  1616 ·  1617 ·  1618 ·  1619 ·  1620 ·  1621 ·  1622 ·  1623 ·  1624 ·  1625 ·  1626 ·  1627 ·  1628 ·  1629 ·  1630 ·  1631 ·  1632 ·  1633 ·  1634 ·  1635 ·  1636 ·  1637 ·  1638 ·  1639 ·  1640 ·  1641 ·  1642 ·  1643 ·  1644 ·  1645 ·  1646 ·  1647 ·  1648 ·  1649 ·  1650 ·  1651